# Peter Sagan
Peter Sagan (Žilina, 16. siječnja 1990.), slovački cestovni i planinski biciklist, trostruki svjetski prvak u cestovnoj utrci (tri godine zaredom). Peterostruki je dobitnik Zelene majice na Tour de Franceu te ukupni pobjednik Svjetskog kupa za 2016. godinu za što je dobio nagradu »Zlatni bicikl« (Velo d'Or). Triput je proglašavan i za Slovačkog športaša godine (2013., 2015. i 2017.)
Pobjedom na Grand prixu u Quebecu ostvario je 100. pojedinačnu pobjedu u karijeri. Za Slovačku je nastupio na Olimpijskim igrama u Londonu 2012. i Rio de Janeiru 2016.
Oženjen je i otac jedne kćeri. Kao praktični katolik se susreo i s papom Franjom.